# Trentino Rosa 2020-2021
Questa voce raccoglie le informazioni riguardanti la Trentino Rosa nelle competizioni ufficiali della stagione 2020-2021.

## Stagione
Nella stagione 2020-21 la Trentino Rosa assume la denominazione sponsorizzata di Delta Despar Trentino.
Partecipa per la prima volta alla Serie A1, grazie ad un ripescaggio; chiude la regular season di campionato all'ottavo posto in classifica, qualificandosi per i play-off scudetto, dove viene eliminata negli ottavi di finale dal San Casciano.
Grazie al sesto posto in classifica al termine del girone di andata della regular season di campionato, la Trentino Rosa si qualifica per la Coppa Italia, estromessa nei quarti di finale a seguito della sconfitta contro l'AGIL.

## Organigramma societario
Area direttiva
- Presidente: Roberto Postal

Area tecnica
- Allenatore: Matteo Bertini
- Allenatore in seconda: Serena Avi
- Assistente allenatore: Milo Piccinini

## Rosa
| N° | Nome               | Ruolo | Data di nascita   | Nazionalità sportiva |
| -- | ------------------ | ----- | ----------------- | -------------------- |
| 1  | Vittoria Piani     | O     | 12 febbraio 1998  | Italia               |
| 3  | Benedetta Marcone  | S     | 7 maggio 1993     | Italia               |
| 4  | Francesca Trevisan | S     | 22 settembre 1995 | Italia               |
| 5  | Ilenia Moro        | L     | 5 febbraio 1999   | Italia               |
| 6  | Silvia Fondriest   | C     | 29 dicembre 1988  | Italia               |
| 7  | Maria Luisa Cumino | P     | 22 aprile 1992    | Italia               |
| 8  | Maria Irene Ricci  | P     | 17 febbraio 1996  | Italia               |
| 9  | Sofia D'Odorico    | S     | 6 gennaio 1997    | Italia               |
| 10 | Valeria Pizzolato  | C     | 20 maggio 1999    | Italia               |
| 12 | Eleonora Furlan    | C     | 10 marzo 1995     | Italia               |
| 13 | Giulia Melli       | S     | 8 gennaio 1998    | Italia               |
| 17 | Elena Bisio        | O     | 4 giugno 2000     | Italia               |

## Mercato
| Acquisti | Acquisti           | Acquisti            | Acquisti   |
| R.       | Nome               | da                  | Modalità   |
| -------- | ------------------ | ------------------- | ---------- |
| S        | Elena Bisio        | CUS Torino          | definitivo |
| P        | Maria Luisa Cumino | UYBA                | definitivo |
| S        | Benedetta Marcone  | Alsenese            | definitivo |
| C        | Valeria Pizzolato  | Roma Club           | definitivo |
| P        | Maria Irene Ricci  | Altino              | definitivo |
| S        | Francesca Trevisan | Montecchio Maggiore | definitivo |

| Cessioni | Cessioni            | Cessioni         | Cessioni   |
| R.       | Nome                | a                | Modalità   |
| -------- | ------------------- | ---------------- | ---------- |
| P        | Virginia Berasi     | Adolfo Consolini | definitivo |
| S        | Valentina Barbolini | Volano           | definitivo |
| C        | Francesca Cosi      | Adolfo Consolini | definitivo |
| S        | Diana Giometti      | Empoli           | definitivo |
| P        | Barbora Koseková    | Békéscsabai      | definitivo |
| P        | Elisa Moncada       | ?                | definitivo |
| L        | Vittoria Vianello   | Argentario       | definitivo |

## Risultati

### Serie A1

#### Girone di andata
| 1ª giornata - 20 settembre 2020 PalaSanbapolis, Trento      | Trentino Rosa | 3 - 0 | Millenium Brescia     | 25-18, 26-24, 25-19              |
| 2ª giornata - 26 settembre 2020 PalaRadi, Cremona           | Casalmaggiore | 1 - 3 | Trentino Rosa         | 24-26, 25-22, 21-25, 24-26       |
| 3ª giornata - 4 ottobre 2020 PalaPiantanida, Busto Arsizio  | UYBA          | 3 - 0 | Trentino Rosa         | 25-23, 25-18, 25-21              |
| 4ª giornata - 11 ottobre 2020 PalaSanbapolis, Trento        | Trentino Rosa | 3 - 0 | Bergamo               | 25-20, 25-21, 25-15              |
| 5ª giornata - 14 ottobre 2020 PalaSanbapolis, Trento        | Trentino Rosa | 3 - 0 | Wealth Planet Perugia | 25-23, 25-21, 25-19              |
| 6ª giornata - 18 ottobre 2020 Nelson Mandela Forum, Firenze | San Casciano  | 3 - 2 | Trentino Rosa         | 16-25, 25-17, 22-25, 25-12, 15-4 |
| 7ª giornata - 3 dicembre 2020 PalaSanbapolis, Trento        | Trentino Rosa | 3 - 0 | Cuneo Granda          | 25-19, 25-23, 25-18              |
| 8ª giornata - 29 novembre 2020 PalaMaddalene, Chieri        | Chieri '76    | 3 - 0 | Trentino Rosa         | 25-13, 25-20, 25-14              |
| 9ª giornata - 18 novembre 2020 PalaSanbapolis, Trento       | Trentino Rosa | 1 - 3 | AGIL                  | 25-23, 14-25, 17-25, 22-25       |
| 10ª giornata - 25 novembre 2020 PalaSanbapolis, Trento      | Trentino Rosa | 0 - 3 | Pro Victoria          | 18-25, 18-25, 23-25              |
| 11ª giornata - 9 novembre 2020 PalaVerde, Villorba          | Imoco         | 3 - 1 | Trentino Rosa         | 25-9, 25-17, 20-25, 25-17        |
| 13ª giornata - 21 novembre 2020 PalaSanbapolis, Trento      | Trentino Rosa | 0 - 3 | Savino Del Bene       | 21-25, 27-29, 21-25              |

#### Girone di ritorno
| 14ª giornata - 16 dicembre 2020 PalaGeorge, Montichiari           | Millenium Brescia     | 2 - 3 | Trentino Rosa | 23-25, 25-20, 22-25, 28-26, 12-15 |
| 15ª giornata - 18 febbraio 2021 PalaSanbapolis, Trento            | Trentino Rosa         | 3 - 2 | Casalmaggiore | 16-25, 25-23, 12-25, 25-19, 15-10 |
| 16ª giornata - 28 gennaio 2021 PalaSanbapolis, Trento             | Trentino Rosa         | 0 - 3 | UYBA          | 14-25, 16-25, 19-25               |
| 17ª giornata - 4 marzo 2021 Palazzetto dello sport, Bergamo       | Bergamo               | 2 - 3 | Trentino Rosa | 27-25, 25-21, 19-25, 20-25, 8-15  |
| 18ª giornata - 7 marzo 2021 PalaEvangelisti, Perugia              | Wealth Planet Perugia | 3 - 1 | Trentino Rosa | 21-25, 25-19, 25-18, 25-7         |
| 19ª giornata - 21 febbraio 2021 PalaSanbapolis, Trento            | Trentino Rosa         | 2 - 3 | San Casciano  | 15-25, 25-21, 31-29, 26-28, 8-15  |
| 20ª giornata - 31 gennaio 2021 PalaCastagnaretta, Cuneo           | Cuneo Granda          | 3 - 0 | Trentino Rosa | 25-13, 25-20, 25-13               |
| 21ª giornata - 24 febbraio 2021 PalaSanbapolis, Trento            | Trentino Rosa         | 2 - 3 | Chieri '76    | 25-15, 12-25, 15-25, 25-23, 8-15  |
| 22ª giornata - 10 febbraio 2021 PalaTerdoppio, Novara             | AGIL                  | 3 - 0 | Trentino Rosa | 25-15, 25-18, 25-14               |
| 23ª giornata - 14 febbraio 2021 Palazzetto dello Sport, Monza     | Pro Victoria          | 3 - 0 | Trentino Rosa | 25-12, 25-17, 25-18               |
| 24ª giornata - 23 gennaio 2021 PalaSanbapolis, Trento             | Trentino Rosa         | 0 - 3 | Imoco         | 18-25, 15-25, 17-25               |
| 26ª giornata - 28 febbraio 2021 Palazzetto dello Sport, Scandicci | Savino Del Bene       | 3 - 0 | Trentino Rosa | 25-15, 25-18, 25-15               |

#### Play-off scudetto
| Ottavi di finale (gara 1) - 21 marzo 2021 2021 Nelson Mandela Forum, Firenze | San Casciano  | 3 - 1 | Trentino Rosa | 25-23, 25-21, 27-29, 25-21        |
| Ottavi di finale (gara 2) - 24 marzo 2021 PalaSanbapolis, Trento             | Trentino Rosa | 2 - 3 | San Casciano  | 27-25, 27-25, 22-25, 21-25, 12-15 |

### Coppa Italia
| Quarti di finale - 10 marzo 2021 PalaMaddalene, Chieri | Chieri '76 | 3 - 0 | Trentino Rosa | 25-17, 25-18, 25-23 |

## Statistiche

### Statistiche di squadra
| Competizione | Punti | In casa | In casa | In casa | In trasferta | In trasferta | In trasferta | Totale | Totale | Totale |
| Competizione | Punti | G       | V       | P       | G            | V            | P            | G      | V      | P      |
| ------------ | ----- | ------- | ------- | ------- | ------------ | ------------ | ------------ | ------ | ------ | ------ |
| Serie A1     | 24    | 13      | 5       | 8       | 13           | 3            | 10           | 26     | 8      | 18     |
| Coppa Italia | -     | -       | -       | -       | 1            | 0            | 1            | 1      | 0      | 1      |
| Totale       | -     | 13      | 5       | 8       | 14           | 3            | 11           | 27     | 8      | 19     |

G = partite giocate; V = partite vinte; P = partite perse

### Statistiche dei giocatori
| Giocatore    | Serie A1 | Serie A1 | Serie A1 | Serie A1 | Serie A1 | Coppa Italia | Coppa Italia | Coppa Italia | Coppa Italia | Coppa Italia | Totale | Totale | Totale | Totale | Totale |
| Giocatore    | P        | PT       | AV       | MV       | BV       | P            | PT           | AV           | MV           | BV           | P      | PT     | AV     | MV     | BV     |
| ------------ | -------- | -------- | -------- | -------- | -------- | ------------ | ------------ | ------------ | ------------ | ------------ | ------ | ------ | ------ | ------ | ------ |
| E. Bisio     | 26       | 16       | 11       | 3        | 2        | 1            | 1            | 0            | 1            | 0            | 27     | 17     | 11     | 4      | 2      |
| M. Cumino    | 26       | 21       | 8        | 6        | 7        | 1            | 1            | 1            | 0            | 0            | 27     | 22     | 9      | 6      | 7      |
| S. D'Odorico | 26       | 262      | 216      | 14       | 32       | 1            | 8            | 8            | 0            | 0            | 27     | 270    | 224    | 14     | 32     |
| S. Fondriest | 20       | 111      | 91       | 16       | 4        | 0            | 0            | 0            | 0            | 0            | 20     | 111    | 91     | 16     | 4      |
| E. Furlan    | 25       | 188      | 97       | 72       | 19       | 1            | 5            | 3            | 1            | 1            | 26     | 193    | 100    | 73     | 20     |
| B. Marcone   | 9        | 18       | 14       | 2        | 2        | 0            | 0            | 0            | 0            | 0            | 9      | 18     | 14     | 2      | 2      |
| G. Melli     | 26       | 296      | 266      | 23       | 7        | 1            | 13           | 12           | 0            | 1            | 27     | 309    | 278    | 23     | 8      |
| I. Moro      | 26       | 2        | 2        | 0        | 0        | 1            | 0            | 0            | 0            | 0            | 27     | 2      | 2      | 0      | 0      |
| V. Piani     | 23       | 378      | 338      | 20       | 20       | 1            | 10           | 8            | 1            | 1            | 24     | 388    | 346    | 21     | 21     |
| V. Pizzolato | 20       | 78       | 48       | 25       | 5        | 1            | 1            | 1            | 0            | 0            | 21     | 79     | 49     | 25     | 5      |
| M. Ricci     | 23       | 5        | 4        | 0        | 1        | 1            | 0            | 0            | 0            | 0            | 24     | 5      | 4      | 0      | 1      |
| F. Trevisan  | 24       | 30       | 28       | 1        | 1        | 1            | 0            | 0            | 0            | 0            | 25     | 30     | 28     | 1      | 1      |

P = presenze; PT = punti totali; AV = attacchi vincenti; MV = muri vincenti; BV = battute vincenti